# معهد بحوث الطاقة
معهد بحوث الطاقة هو معهد تابع لمدينة الملك عبد العزيز للعلوم والتقنية في المملكة العربية السعودية في مدينة الرياض، يهدف معهد بحوث الطاقة إلى القيام بالبحوث التطبيقية والمشاركة في برامج ومشاريع الطاقة وأنواعها بالإضافة إلى الطاقة المتجددة بما يساهم في حركة التنمية في المملكة العربية السعودية.